# Robert H. Frank

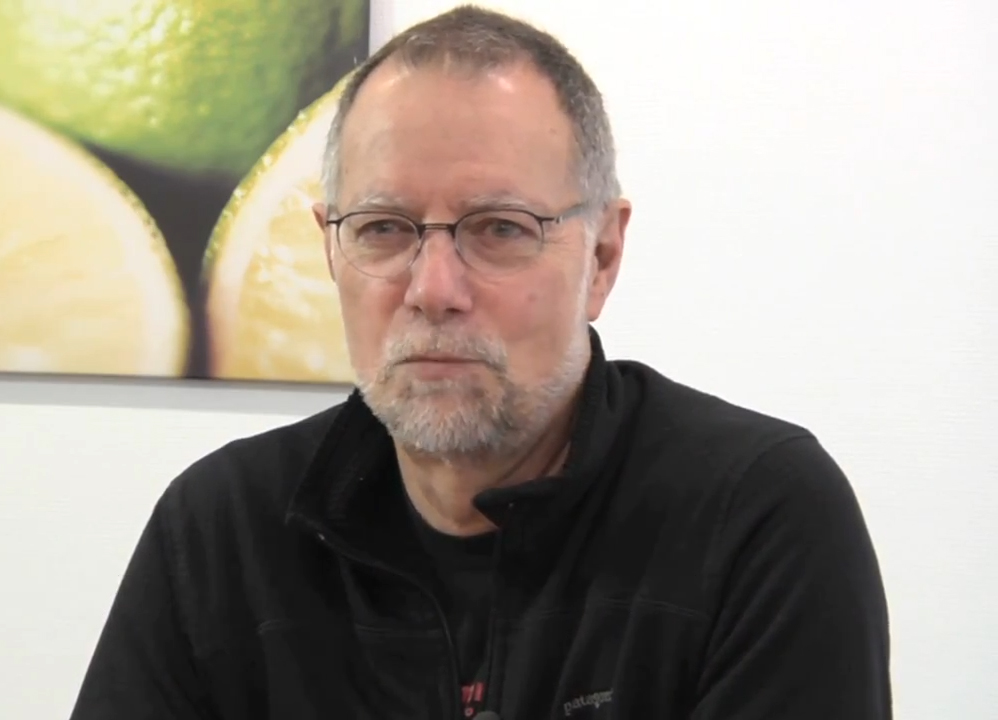
Robert Frank em 2013

Robert Harris Frank (2 de janeiro de 1945) é o Henrietta Johnson Louis Professor of Management e professor de economia na Samuel Curtis Johnson Graduate School of Management da Universidade Cornell. Ele contribui para a coluna "Visão Econômica", que aparece todo quinto domingo no The New York Times. Frank publicou sobre o tema da desigualdade de riqueza nos Estados Unidos.

## Carreira
Nasceu em Coral Gables, Flórida, em 1945. Frank se formou na Coral Gables Senior High School em 1962. Frank recebeu bacharelado em matemática pelo Georgia Institute of Technology em 1966, mestrado em estatística pela Universidade da Califórnia, Berkeley em 1971 e doutorado em economia pela UC Berkeley em 1972. Até 2001, ele foi Professor Goldwin Smith de Economia, Ética e Políticas Públicas na Faculdade de Artes e Ciências da Universidade Cornell. No ano acadêmico de 2008-09, Frank foi professor visitante na Stern School of Business da Universidade de Nova York .

## Teorias notáveis

### Corrida armamentista posicional
Esta teoria é um exame analítico do conceito socioeconômico de acompanhar os Joneses e o consumo conspícuo. Seu livro Choosing the Right Pond discute a importância do status e o quanto as pessoas pagam por status. Frank argumenta que a corrida por status é ruim para a sociedade como um todo, pois não pode haver melhoria no status geral disponível, porque cada vez que a pessoa A se eleva acima da pessoa B, a soma de seu status permanece a mesma. A única coisa que muda é qual pessoa está na hierarquia.
Ele raciocina que esta corrida pelo status explica em parte porque é que o aumento da riqueza não aumenta o bem-estar, ou não o aumenta muito. De acordo com Frank, se a maior parte dos rendimentos for gasta na procura de status, não haverá muita melhoria na qualidade de vida intrínseca.

### O papel estratégico das emoções
Em vários artigos económicos e no livro Passions Within Reason, ele discute a ideia de que as emoções têm papéis importantes na tomada de decisões e nas interações pessoais, mesmo quando parecem irracionais. Por exemplo, as emoções do amor dão mais valor ao compromisso romântico de longo prazo. Uma pessoa “racional” abandonaria seu parceiro assim que encontrasse um parceiro melhor. O apego emocional dá mais significado a longo prazo ao relacionamento. Dito poeticamente: "Aqueles que têm sensibilidade para o amor são incapazes dele." Da mesma forma, a raiva pode ser usada como um dispositivo de pré-compromisso. Frank afirma que a inveja pode ser útil porque impõe distribuições mais justas. Ao agir “irracionalmente” quando tratado injustamente, uma pessoa pode obter melhores resultados em situações que se assemelham ao jogo do ultimato se o seu oponente antecipar a sua resposta emocional e ajustar a sua estratégia em conformidade.